# AZ青年隊
AZ青年隊（Jong AZ、阿爾克馬爾青年隊），是一支荷蘭足球會，位於辛斯卓克。是荷甲知名球會AZ的青年隊，現時於荷乙作賽。
球會於2017年球季首次加入荷蘭職業足球體系，但由於只屬青年隊的關係，因此沒有升班資格。